# 飛天龍貴信
飛天龍 貴信（ひてんりゅう たかのぶ、1984年6月16日 - ）は、福岡県福岡市南区出身で立浪部屋に所属した元大相撲力士。本名は持丸 貴信（もちまる たかのぶ）。身長188センチ、162キロ、血液型A型、最高位は東十両13枚目（2011年7月場所）。

## 経歴
中学生時代は地元の福岡市内で九州場所が開催されるたびに立浪（当時は準年寄）から毎日の如く呼び掛けを受け、この熱意に動かされて入門を決意。2000年3月初土俵。同期生として若乃島や希帆ノ海がおり、30歳を目前としていた時期には晩成型の力士である彼らに対抗意識を燃やすようになった。
幕下で足踏みするが大相撲八百長問題による大量引退もあり2011年5月の技量審査場所で東幕下10枚目で4勝3敗で十両に昇進。新十両の場所は中盤まで6勝4敗だったがその後5連敗して負け越したものの残留。しかし翌場所も負け越し幕下に陥落する。2012年7月の4番相撲で左肩腱板断裂の大怪我をして以降休場を続け、2013年3月場所で復帰した時には序二段まで落ちていた。復帰場所は3番相撲で川下に敗れてしまい6勝1敗だったが、この場所は序二段で全勝者がいなかったため、6勝1敗9人によるトーナメント方式の優勝決定戦に進出。1回戦で玉皇に勝ち、2回戦（進出者5人）はくじ運良く不戦勝、3人による巴戦形式で行われた決勝戦に駒を進めたが、後輩の鬼怒ノ浪に敗れ序二段優勝とはならなかった。同年9月場所で東三段目16枚目の地位で6勝の好成績をあげたため、ご当所場所の翌11月場所には幕下に復帰した。しばらくは幕下と三段目の往復が続いて2015年3月場所には幕下で7戦全敗を喫して翌5月場所は三段目に陥落以降は勝ち越しを続け11月場所には3年余り以来の幕下15枚目以内に復帰する。
2019年3月場所13日目の取組後に引退を表明、同年5月4日には両国国技館で断髪式を行う予定であったが、その後引退表明を事実上撤回して同年7月場所から土俵に復帰した。同年11月場所は全休（1不戦敗6休）し、同年12月27日に腰のヘルニアの手術を受けた。2020年1月場所と3月場所も休場し、同年7月場所から4場所ぶりに土俵に復帰した。
2020年11月場所13日目に日本相撲協会に引退届を提出し、受理された。
2022年11月28日に故郷の福岡市内で断髪式を行い、現在は大阪市の生活支援対策機構で職業指導員として働いている。

## エピソード
- 「飛天龍」の四股名は同部屋の35代木村庄之助が命名した。

## 略歴
- 初土俵：2000年3月場所
- 序ノ口：2000年5月場所
- 序二段：2000年7月場所
- 三段目：2002年1月場所
- 幕下：2004年7月場所
- 十両：2011年7月場所

## 通算成績
- 通算成績：427勝386敗56休（123場所）
- 十両成績：11勝19敗（2場所）

### 場所別成績
| | 一月場所 初場所（東京）   | 三月場所 春場所（大阪）   | 五月場所 夏場所（東京）   | 七月場所 名古屋場所（愛知） | 九月場所 秋場所（東京） | 十一月場所 九州場所（福岡） |
| --- | ------------------------- | ------------------------- | ------------------------- | --------------------------- | ----------------------- | --------------------------- |
| 2000年 （平成12年） | x                         | （前相撲）                | 西序ノ口26枚目 4–3        | 東序二段143枚目 4–3         | 西序二段112枚目 2–5     | 東序ノ口4枚目 4–3           |
| 2001年 （平成13年） | 西序二段102枚目 3–4       | 東序二段116枚目 5–2       | 西序二段73枚目 3–4        | 東序二段85枚目 5–2          | 西序二段44枚目 3–4      | 西序二段61枚目 6–1          |
| 2002年 （平成14年） | 西三段目92枚目 5–2        | 西三段目58枚目 2–5        | 西三段目85枚目 3–4        | 西三段目96枚目 5–2          | 西三段目61枚目 4–3      | 東三段目46枚目 3–4          |
| 2003年 （平成15年） | 西三段目61枚目 4–3        | 東三段目46枚目 5–2        | 東三段目22枚目 2–5        | 西三段目47枚目 5–2          | 西三段目19枚目 3–4      | 西三段目32枚目 3–4          |
| 2004年 （平成16年） | 東三段目43枚目 5–2        | 西三段目17枚目 2–5        | 東三段目39枚目 6–1        | 西幕下53枚目 2–5            | 東三段目16枚目 4–3      | 西三段目5枚目 4–3           |
| 2005年 （平成17年） | 東幕下57枚目 4–3          | 西幕下48枚目 4–3          | 西幕下39枚目 4–3          | 西幕下30枚目 4–3            | 東幕下24枚目 4–3        | 西幕下18枚目 2–5            |
| 2006年 （平成18年） | 西幕下34枚目 5–2          | 東幕下24枚目 3–4          | 東幕下32枚目 5–2          | 西幕下21枚目 3–4            | 西幕下30枚目 3–4        | 東幕下37枚目 2–4–1          |
| 2007年 （平成19年） | 東三段目筆頭 5–2          | 西幕下42枚目 4–3          | 東幕下37枚目 4–3          | 東幕下29枚目 3–4            | 東幕下38枚目 5–2        | 西幕下24枚目 3–4            |
| 2008年 （平成20年） | 西幕下33枚目 2–5          | 西幕下50枚目 3–4          | 東三段目2枚目 5–2         | 西幕下42枚目 6–1            | 西幕下16枚目 5–2        | 西幕下6枚目 3–4             |
| 2009年 （平成21年） | 西幕下12枚目 4–3          | 東幕下10枚目 4–3          | 西幕下3枚目 2–5           | 東幕下11枚目 3–4            | 西幕下18枚目 4–3        | 東幕下13枚目 4–3            |
| 2010年 （平成22年） | 東幕下12枚目 2–5          | 東幕下22枚目 3–4          | 西幕下28枚目 5–2          | 東幕下21枚目 6–1            | 東幕下5枚目 2–5         | 西幕下12枚目 5–2            |
| 2011年 （平成23年） | 東幕下4枚目 3–5           | 八百長問題 により中止     | 東幕下10枚目 4–3          | 東十両13枚目 6–9            | 西十両14枚目 5–10       | 西幕下5枚目 3–4             |
| 2012年 （平成24年） | 西幕下8枚目 5–2           | 東幕下3枚目 2–5           | 西幕下11枚目 3–4          | 東幕下14枚目 1–4–2          | 東幕下35枚目 休場 0–0–7 | 西三段目15枚目 休場 0–0–7   |
| 2013年 （平成25年） | 東三段目76枚目 休場 0–0–7 | 東序二段36枚目 6–1        | 西三段目69枚目 5–2        | 西三段目39枚目 5–2          | 東三段目16枚目 6–1      | 西幕下39枚目 2–5            |
| 2014年 （平成26年） | 東幕下53枚目 6–1          | 西幕下26枚目 2–5          | 西幕下44枚目 2–5          | 西三段目5枚目 3–4           | 西三段目18枚目 4–3      | 東三段目7枚目 5–2           |
| 2015年 （平成27年） | 西幕下45枚目 4–3          | 西幕下36枚目 0–7          | 西三段目14枚目 5–2        | 西幕下50枚目 6–1            | 西幕下23枚目 5–2        | 東幕下10枚目 0–7            |
| 2016年 （平成28年） | 西幕下45枚目 3–4          | 西幕下54枚目 4–3          | 西幕下44枚目 2–5          | 東三段目4枚目 3–4           | 東三段目20枚目 5–2      | 西幕下57枚目 3–4            |
| 2017年 （平成29年） | 東三段目6枚目 2–5         | 東三段目30枚目 4–3        | 東三段目15枚目 5–2        | 西幕下51枚目 2–5            | 東三段目17枚目 5–2      | 東幕下55枚目 2–5            |
| 2018年 （平成30年） | 東三段目19枚目 3–4        | 東三段目33枚目 4–3        | 西三段目18枚目 2–5        | 東三段目41枚目 5–2          | 東三段目15枚目 3–4      | 東三段目26枚目 3–4          |
| 2019年 （平成31年 /令和元年） | 東三段目35枚目 3–4        | 東三段目50枚目 3–4        | 西三段目67枚目 休場 0–0–7 | 西序二段27枚目 6–1          | 東三段目63枚目 6–1      | 東三段目8枚目 0–1–6         |
| 2020年 （令和2年） | 西三段目68枚目 休場 0–0–7 | 西序二段28枚目 休場 0–0–7 | 感染症拡大 により中止     | 西序二段98枚目 6–1          | 東序二段19枚目 4–3      | 西三段目99枚目 引退 0–0–7   |
| 各欄の数字は、「勝ち-負け-休場」を示す。 優勝 引退 休場 十両 幕下 三賞：敢=敢闘賞、殊=殊勲賞、技=技能賞 その他：★=金星 番付階級：幕内 - 十両 - 幕下 - 三段目 - 序二段 - 序ノ口 幕内序列：横綱 - 大関 - 関脇 - 小結 - 前頭（「#数字」は各位内の序列） |                           |                           |                           |                             |                         |                             |

## 改名歴
- 持丸 貴信（もちまる たかのぶ）2000年3月場所-2000年9月場所、2007年1月場所-2011年5月場所
- 桃持丸 聖童（ちょうじまる せいどう）2000年11月場所[8]
- 挑持丸 聖童（ちょうじまる せいどう）2001年1月場所-2004年7月場所
- 豊丸 貴信（ゆたかまる たかのぶ）2004年9月場所-2006年11月場所
- 飛天龍 貴信（ひてんりゅう たかのぶ）2011年7月場所-2020年11月場所